# ملخی‌ها
مَلَخی‌ها جاندارانی از دودمان بندپایان رده حشرات، راسته راست‌بالان و زیرراسته ملخی‌ها (Caelifera) هستند.

## گریز از خطر
همه حشرات به وسیله پرواز کردن از خطر فرار می‌کنند، اما ملخ‌ها و جیرجیرکها جهش نیز می‌کنند. این حشرات دارای پاهای جهنده در عقب بدن خود هستند. این حشرات معمولاً می‌توانند ۱ متر (۳ پا) یا بیشتر جهش کنند. ملخ‌ها و جیرجیرک‌ها دارای آروارههای قوی هستند و عموماً از گیاهان تغذیه می‌کنند. در طول فصل زادآوری (تولید مثل)، آن‌ها صداهای بلند از خود در می‌آورند و این کار را به‌وسیله مالیدن اعضاء بدنشان به یکدیگر انجام می‌دهند.
ملخ‌ها بیشتر عمر خود را روی زمین می‌گذرانند، اما آن‌ها قادرند بعد از جهش از روی زمین با قدرت پرواز کنند. چهار عدد بالهای جلویی ضخیم و محکم می‌باشند، اما بال‌های عقب نازک و نیمه شفاف هستند و در طول پرواز مثل یک بادبزن می‌شوند.
ملخ جهنده چمنزار مثل تعداد زیادی از فامیل‌هایش، دارای پاهای عقبی بزرگ بوده که آن‌ها را برای جَستن به کار می‌برد. در عین حال، او برخلاف بیشتر ملخ‌های دیگر قادر به پرواز نیست، چرا که فاقد بال‌های مناسب برای پرواز است. ملخ جهنده چمن‌زار در اواخر پاییز می‌میرد. تخم‌های آن‌ها در طول زمستان زنده می‌مانند و در بهار سال بعد نسل جدیدی از این ملخ‌ها را به وجود می‌آورند.

## ملخ‌های آسیایی
ملخ‌های بال‌دار مهاجر آسیایی آفریقایی از خانواده ملخ‌های جهنده صدادار هستند. آن‌ها در گروه‌های بزرگ زندگی می‌کنند. بزرگ‌ترین گروه ملخ‌ها که تاکنون ثبت شده، در سال ۱۸۷۵ در نبراسکا دیده شده، که در حدود بیش از ۱ هزارمیلیارد ملخ بالدار در کنار هم وجود داشته‌است. جیرجیرک زیرزمینی بیشتر عمر خود را زیر زمین می‌گذراند. صدای آن‌ها از همه حشرات بلندتر و در فاصله بیش از ۱/۶ کیلومتر (یک مایل) صدای آن‌ها قابل شنیدن است. اندام تنفسی ملخ نای او است و بدین صورت تنفس می‌کند.

## واژه ملخ
واژه فارسی «ملخ» از بلخی μαλαχο‏ (malaxo) وام گرفته شده‌است. که خود برگرفته‌است از ایرانی باستان madaxa (مقایسه کنید با اوستایی maδaxa).‏ صورت ایرانی باستان madaxa در زبان‌های ایرانی غربی به «میگ» تحول یافته که بعدها در جنوب ایران به صورت «میگو» درآمده و برای نامیدن یکی از آبزیان همانند با ملخ به کار رفته‌است.

## ژنتیک و تعیین جنسیت
در ملخ‌ها تعداد کروموزومهای X جنسیت را تعیین می‌کند ماده دو کروموزوم X (الگو:XX) و نر یک کروموزوم X (الگو:XO) دارد برای همین هم عدد کروموزومی نر و ماده متفاوت است ( ماده ۲n=۲۴ / نر ۲n=۲۳ ) در ملخ نر هنگام میوز ۱۱ تتراد تشکیل می‌شوند و کروموزوم X تتراد تشکیل نمی‌دهد برای همین سلولهای حاصل از میوز ملخ نر دارای عدد کروموزومی متفاوت هستند ( n=۱۱ / n=۱۲ ) سلول ۱۲ کروموزومی دارای X و سلول ۱۱ کروموزومی بدون X است در جمعیت ملخ‌ها، ملخ نر جنسیت زاده‌ها را تعیین می‌کند.

## دگردیسی ملخ
ملخ یکی از جانورانی است که دگردیسی ناقص دارد. ملخ زمانی که از تخم در می‌آید(پوره) شبیه جانور بالغ است با این تفاوت که تولید مثل نمی‌کند، بال ندارد و کوچک‌تر است.

## حلیت ملخ
در دین اسلام خوردن ملخ حلال است (رک. رساله‌های توضیح المسائل بخش احکام خوردنی‌ها و آشامیدنی‌ها)

## نگارخانه

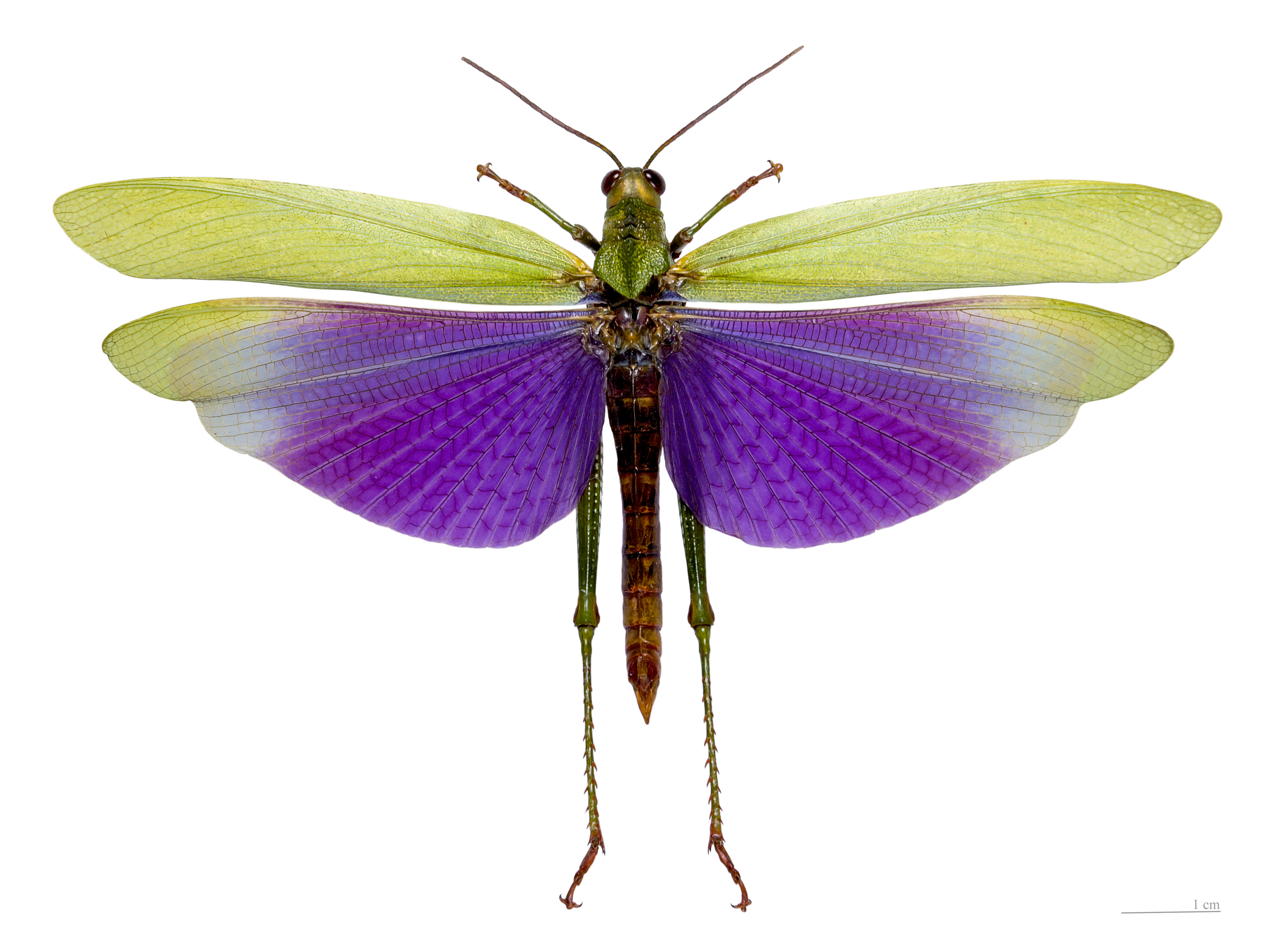
ملخ تنبل آلبیپس
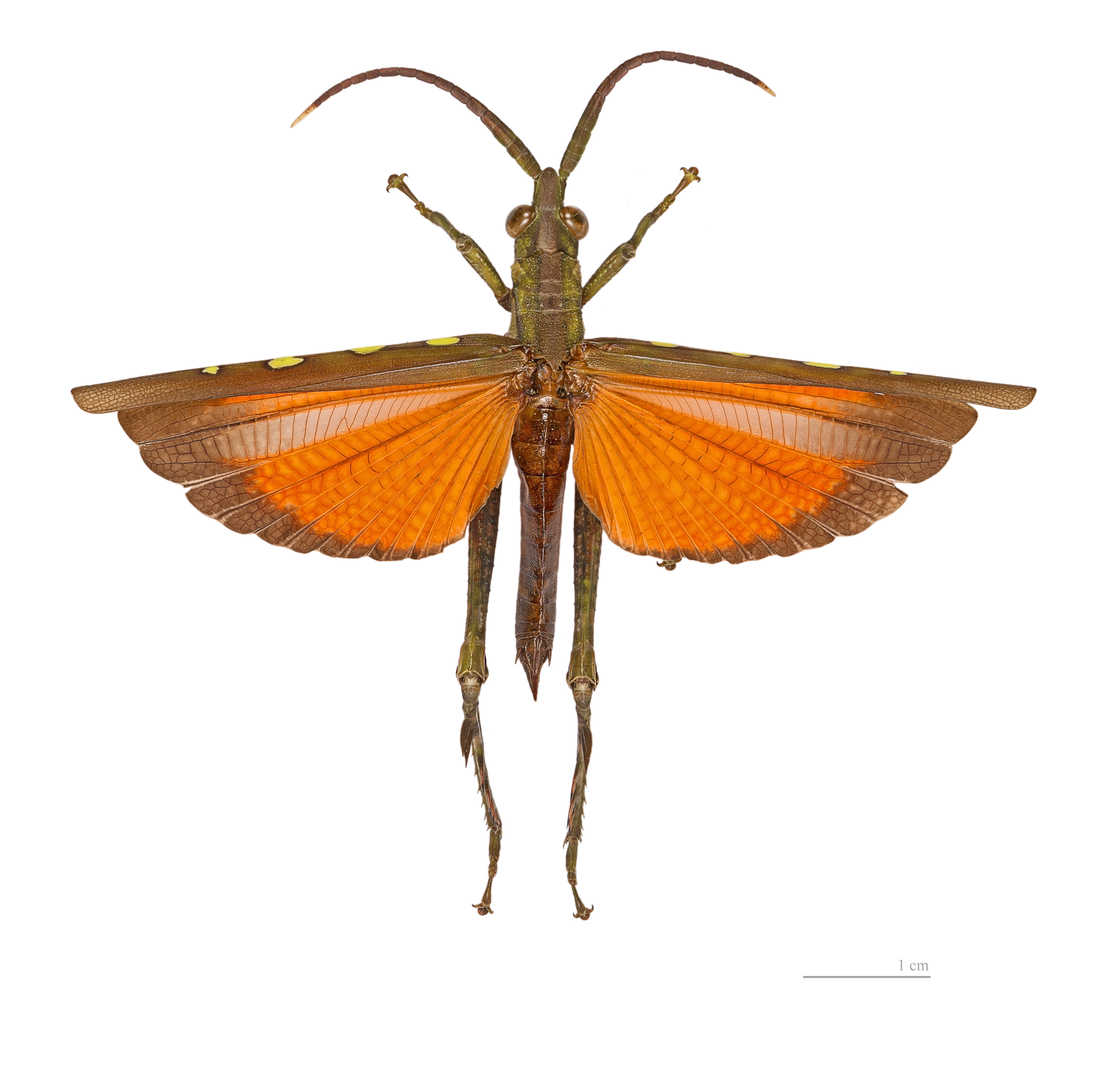
ملخ پروکولپینی